# Dinamo Zagrzeb
Građanski Nogometni Klub Dinamo Zagreb – chorwacki klub piłkarski z Zagrzebia, występujący w Prva HNL.

## Historia
Po II wojnie światowej reżim komunistyczny rozwiązał wszystkie sławne kluby z Zagrzebia. 9 czerwca 1945 roku powstał za to jeden klub miejski. I podobnie jak w innych krajach komunistycznych w Europie Wschodniej nadano mu nazwę Dinamo, a wszyscy najlepsi piłkarze rozwiązanego klubu Građanski Zagrzeb natychmiast zasilili szeregi nowo powstałego Dinama. Trenerem klubu został także trener Građanskiego, Węgier Márton Bukovi. Kilku graczy z HAŠK (Hrvatski akademski športski klub) trafiło do Dinama. Klub przejął barwy klubowe po Građanskim, a od 1969 roku emblemat klubowy nawiązuje do wielkiego poprzednika.
W 1991 klub zmienił nazwę na „HAŠK Građanski”. W latach 1993–2000 obowiązywała nazwa Croatia Zagrzeb – Chorwaci chcieli odciąć się od wszelkich komunistycznych powiązań z historii i przemianowali klub właśnie nadając mu nazwę swojego nowo powstałego państwa. Jednak fanom klubu nazwa nie podobała się i 14 lutego 2000 powrócono do starej nazwy klubu, która obowiązuje do dziś.

## Stadion
Stadion Dinama zwie się Maksimir. Usytuowany jest w północno-wschodniej części Zagrzebia zwanej właśnie Maksimir, leży niedaleko parku o takiej samej nazwie oraz zoo. Stadion może pomieścić 40.000 widzów i ciągle jest rozbudowywany.

## Osiągnięcia
- Mistrz Jugosławii (9x) – 1923, 1926, 1928, 1937, 1940, 1948, 1954, 1958, 1982
- Puchar Jugosławii (7x) – 1951, 1960, 1963, 1965, 1969, 1980, 1983
- Mistrz Chorwacji (25x) – 1993, 1996, 1997, 1998, 1999, 2000, 2003, 2006, 2007, 2008, 2009, 2010, 2011, 2012, 2013, 2014, 2015, 2016, 2018, 2019, 2020, 2021, 2022, 2023, 2024
- Puchar Chorwacji (16x) – 1994, 1996, 1997, 1998, 2001, 2002, 2004, 2007, 2008, 2009, 2011, 2012, 2015, 2016, 2018, 2021
- Superpuchar Chorwacji (4x) – 2002, 2003, 2006, 2010
- Puchar UEFA
  - Zwycięzca – 1967
  - Finalista – 1963

## Mistrzowskie drużyny

### Građanski
- 1923: Vrđuka, Schiffer, Mesić, Vragović, Kinert, Mantler, Bažant, Pasinek, Rupec, Petrška, Götz, Ferderber, Pavleković, Babić. Trener: Arthur Gaskel
- 1926: Mihelčič, D. Babić, Rupec, Ivančić, Perška, Mantler, Cindrić, Giler, Rudolf Hitrec, Remec, N. Babić, Urbanke. Trener: Josef Brandstatter
- 1928: Mihelčič, Cindrić, D. Babić, Gmajnički, Perška, Stanković, Rajković, Gumhalter, Kralj, Remec, Kovačić, Mihaljević, Mekić. Trener: Imre Pozsonyi
- 1937: Urch, Jazbinšek, Hügl, Kovačević, Kokotović, Đanić, Lešnik, Antolković, Pleše, Medarić. Trener: Márton Bukovi
- 1940: Urch, Brozović, Jazbinšek, Cimermančić, Đanić, Belošević, Lešnik, Antolković, Matekalo, Žalant, Kokotović. Trener: Márton Bukovi
- 1943: Glaser, Brozović, Antolković, Cimermančić, Dubac, Lešnik, Jazbinšek, Wölfl, Pleše, Lechner, Kokotović. Trener: Márton Bukovi

### Dinamo
- 1948: Arneri, Cimermančić, Pukšec, Željko Čajkovski, Jazbinšek, Benko, Jurić, Kacian, Wölfl, Horvat, Pleše. Trener: Karl Mütsch
- 1954: Majerović, Čonč, Crnković, Osojnak, I. Horvat, Kralj, Dvornić, Strnad, Ž. Čajkovski, Banožić, Benko, Cizarić, Ferković, Lipošinović, Kukec, Šikić, Režek, Mantula. Trener: Ivan Jazbinšek
- 1958: Irović, Režek, Košćak, Lipošinović, Šikić, Hmelina, Matuš, Benko, Šantek, Jerković, Crnković, Gašpert, Banožić, Čonč, Ferković, Horvat, Hugl, Kolonić i Prelčec. Trener: Gustav Lechner
- 1982: Ivković, Vlak, Bošnjak, Kurtela, Stipić, Ćalasan, Panić, Cerin, Hohnjec, Cvetković, Krnčević, H. Dragičević, E. Dragičević, Braun, Bračun, Dumbović, Hadžić, Bručić, Kranjčar, Zajec, Deverić, Mlinarić, Mustedanagić. Trener: Miroslav Blažević
- 1993: Ladić, Ibrahimović, Turković, Panadić, Ištvanić, Lesjak, Stanić, Mamić, Pakasin, Vlaović, Cvitanović, Gašpar, Adžić, Škrinjar, Halilović, Marić, Kosić, Peternac. Trener: Miroslav Blažević
- 1996: Ladić, Ibrahimović, Mladinić, A. Petrović, Mamić, Soldo, Krznar, Tomas, D. Šimić, Turković, Jeličić, Mlinarić, Gašpar, Marić, Kosić, Slišković, I. Cvitanović, Viduka, Kovačić, J. Šimić, Golubica. Trener: Zlatko Kranjčar
- 1997: Ladić, A. Dautbegović, Ibrahimović, D. Šimić, Mladinić, A. Petrović, Jurčić, Galić, Marić, Krznar, Štefulj, Rukavina, M. Cvitanović, Šarić, Slišković, I. Cvitanović, Viduka, Mujčin, Kovačić, Kosić, Gašpar. Trener: Otto Barić
- 1998: Ladić, Butina, Ibrahimović, Mladinić, M. Cvitanović, Bišćan, Tomas, Jurčić, Krznar, Jeličić, Jurić, Prosinečki, Gašpar, D. Šimić, Šarić, Marić, Mujčin, Šabić, Rukavina, Viduka, V. Petrović, Šokota, Jurčec, J. Šimić, Munoz. Trener: Zlatko Kranjčar
- 1999: Ladić, Bišćan, Šokota, Štefulj, Jurić, Sedloski, Mujčin, Prosinečki, Jurčić, Banović, Šimić, Tokić, Rukavina, Šabić, Tomas, Mikić, Kozniku, Mikulenas, Cvitanović. Trener: Ilija Lončarević
- 2000: Ladić, Butina, Vasilj, Šimić, Pavlović, Bišćan, Sedloski, Jurić, M. Cvitanović, Tokić, Tomas, Abramović, Pilipović, Šabić, Bazina, Krznar, Šarić, Jurčić, Mikić, I. Cvitanović, Šokota, Mujčin, Prosinečki, Rukavina, Jeličić, Kozniku, Mikulenas. Trener: Marijan Vlak
- 2003: Butina, Jozić, Cesar, Poldrugač, D. Smoje, Krivić, Drpić, Sedloski, Čale, Ćosić, Polovanec, Tomić, Krznar, Papa, Mujčin, Agić, Čutura, Janjetović, M. Jurić, Mikić, S. Marić, Balaban, Zahora, Mitu, Mešanović, Olić, Dragičević, N. Kranjčar. Trener: Miroslav Blažević
- 2006: Lončarić, Turina, Šarlija, Carlos, Drpić, Čale, Buljat, Etto, Ćorluka, Tomić, Bošnjak, Modrić, Chago, Šarić, Vukojević, Marić, Mamić, Junior, Anderson Costa, Eduardo da Silva, Zahora. Trener: Josip Kuže

## Trenerzy
| - 1923-1924: Artur Gaskel - 1925-1926: Josef Brandstätter - 1926-1928: Imre Pozsonyi - 1929-1931: James Donnelly - 1932: Giury Molnar - 1933: Robert Haftl - 1935: Hans Ringer - 1935-1945: Márton Bukovi - 1945: Branko Kunst - 1945-1947: Márton Bukovi - 1947: Mirko Kokotović - 1948: Karl Mütsch - 1948-1949: Bruno Knežević - 1950-1952: Bernard Hügl - 1952−1953: Milan Antolković - 1953-1955: Ivan Jazbinšek - 1956: Bogdan Cuvaj - 1957: Milan Antolković - 1957-1958: Gustav Lechner - 1959−1960: Milan Antolković - 1960-1961: Márton Bukovi - 1961-1964: Milan Antolković - 1964–1965: Vlatko Konjevod |  | - 1965-1967: Branko Zebec - 1967–1970: Ivica Horvat - 1970–1971: Zlatko Čajkovski - 1971-1972: Dražan Jerković - 1972: Stjepan Bobek - 1973: Domagoj Kapetanović - 1973-1974: Ivan Marković - 1974–1977: Mirko Bazić - 1977–1978: Rudolf Belin - 1978–1980: Vlatko Marković - 1980: Ivan Marković - 1980–1983: Miroslav Blažević - 1983: Vlatko Marković - 1984: Branko Zebec - 1984–1985: Tomislav Ivić - 1985: Zdenko Kobeščak - 1986-1988: Miroslav Blažević - 1988-1989: Josip Skoblar - 1989: Rudolf Belin - 1989–1990: Josip Kuže - 1990–1991: Vlatko Marković - 1991–1992: Zdenko Kobeščak - 1992: Vlatko Marković |  | - 1992–1994: Miroslav Blažević - 1994: Ivan Bedi - 1994–1996: Zlatko Kranjčar - 1996–1997: Otto Barić - 1997–1998: Marijan Vlak - 1998: Zlatko Kranjčar - 1998: I. Bedi / H. Braović - 1998−1999: Velimir Zajec - 1999: Ilija Lončarević - 1999: Osvaldo Ardiles - 1999–2000: Marijan Vlak - 2000–2001:Hrvoje Braović - 2001–2002: Ilija Lončarević - 2002: Marijan Vlak - 2002−2003: Miroslav Blažević - 2003–2004: Nikola Jurčević - 2004: Đuro Bago - 2004: Nenad Gračan - 2005: Ilija Lončarević - 2005: Zvjezdan Cvetković - 2005−2006: Josip Kuže - 2006–2008: Branko Ivanković - 2008–2009: Marijan Vlak |  | - 2009–2010: Krunoslav Jurčić - 2010–2011: Vahid Halilhodžić - 2011–2012: Ante Čačić - 2012−2013: Krunoslav Jurčić - 2013-2016: Zoran Mamić - 2016–2017: Iwajło Petew - 2017–2018: Mario Cvitanović - 2018-2020: Nenad Bjelica - 2020-2021: Zoran Mamić - 2021-: Damir Krznar |

## Obecny skład
Stan na 5 września 2023
| Nr | Poz. | Piłkarz                              |
| -- | ---- | ------------------------------------ |
| 1  | BR   | Danijel Zagorac (kapitan)            |
| 2  | OB   | Sadegh Moharrami                     |
| 3  | OB   | Joaquín Sosa (wypożyczony z Bologni) |
| 4  | PO   | Boško Šutalo                         |
| 6  | OB   | Maxime Bernauer                      |
| 7  | PO   | Luka Stojković                       |
| 8  | PO   | Lukas Kačavenda                      |
| 9  | NA   | Bruno Petković                       |
| 10 | PO   | Martin Baturina                      |
| 11 | NA   | Mahir Emreli                         |
| 13 | BR   | Stefan Ristovski                     |
| 14 | PO   | Robert Ljubičić                      |
| 15 | OB   | Bohdan Mykhaylichenko                |
| 17 | NA   | Sandro Kulenović                     |
| 18 | NA   | Josip Drmić                          |

| Nr | Poz. | Piłkarz                                                  |
| -- | ---- | -------------------------------------------------------- |
| 20 | PO   | Antonio Marin                                            |
| 23 | PO   | Tibor Halilović                                          |
| 25 | PO   | Petar Sučić                                              |
| 27 | PO   | Josip Mišić                                              |
| 30 | PO   | Takuro Kaneko (wypożyczony z Hokkaido Consadole Sapporo) |
| 31 | PO   | Marko Bulat                                              |
| 33 | BR   | Ivan Nevistić                                            |
| 36 | PO   | Luka Vrbančić                                            |
| 39 | BR   | Mauro Perković                                           |
| 41 | NA   | Gabrijel Rukavina                                        |
| 55 | OB   | Dino Perić                                               |
| 70 | PO   | Luka Menalo                                              |
| 72 | PO   | Gabriel Vidović (wypożyczony z Bayernu)                  |
| 77 | NA   | Dario Špikić                                             |